# Большое Уланово
Большо́е Ула́ново (бел. Вялікае Уланава) — деревня в Александрийском сельсовете Шкловского района Могилёвской области Белоруссии.
Деревня расположена на высоте 178 м над уровнем моря, на севере Могилёвской области. Находится в 8 км к северо-западу от райцентра Шклова. Северней деревни протекает река Берёзовка. Ближайшие населённые пункты: деревни Малое Уланово (1 км к северу), Новое Бращино (4 км к западу), Большая Лотва (2 км к юго-востоку).

## История
Упоминается в 1643 году как деревня Первый Уланов (один из трех) в составе Шкловской волости в Оршанском повете Великого Княжества Литовского.